# 朱厚焜
朱厚焜（1498年—1576年），号东蕲翁，荊和王朱祐橺庶二子，明仁宗之晜孫，明朝第一代富顺王。

## 生平
弘治十五年（1502年），朝廷赐名厚焜。十七年（1504年），生父荊和王朱祐橺逝世。三年后（1507年），其长兄朱厚烇袭爵成为第五代荊王，并向朝廷乞求册封朱厚焜为都梁王，以奉祀祖父朱見溥香火。明武宗同意了朱厚烇的请求。不过朝廷还是于正德九年（1514年）五月派遣永壽伯朱德等人为正使，刑部署郎中主事馬文等人为副使，持节册封朱厚焜为富顺王。正德十三年（1518年）六月，朝廷册封兵馬指揮楊相女杨氏為富順王妃。
朱厚烇体弱多病，嘉靖年间，朱厚烇向明世宗请求辞去俸禄，但没有得到批准。于是朱厚烇生母刘妃就奏请朝廷令朱厚焜代替朱厚烇行使王府礼仪。等到朱厚烇之子永定王朱載墭于嘉靖十六年（1537年）成年后，才由朱載墭代行王府礼仪。而朱厚焜也立即辞去摄事一职，因此得到了时人的赞许。
在荊王朱見潚期间，荊藩因為朱見潚殘殺族兄弟導致名聲受損。朱厚烇成为荊王后，痛定思痛，以身作则，与王府内诸郡王维持着和睦的关系。因此朱厚焜与朱厚烇没有很深的矛盾。而朱厚焜与弟永新王朱厚熿也以能诗善画而著称，又交好王廷陈等文人，亦著有诗集《東蘄集》，但已经失传。另外，蕲州出身的医学家李時珍也与朱厚焜有所交集，而李时珍曾帮助朱厚焜之子治好了疾病。
萬曆四年（1576年），朱厚焜逝世，安葬于蘄州广济县白龙潭下首嘴（今武穴市大法寺镇白龙潭村境内）。六年后庶长子朱載垬袭爵成为第二代富顺王。《明史》等典籍及墓志铭没有记载其谥号。朱厚焜墓在清朝道光年间曾遭到盗窃，今其墓志铭已由武穴市博物馆收藏。

## 后裔
朱厚焜的子孙现今仍然居住在湖北省蘄春縣大同鎮的大桴村、柳林村一帶，其家族称为大桴朱氏。其主要支派为庶次子镇国将军朱載堘的子孙。清朝以来，大桴朱氏也曾经多次续修家族宗谱，补充了史书关于荆王家族记载的不足。另其后裔朱燮元曾经在光緒三年（1877年）署任四川鄰水縣知縣，拥有一定的社会地位。

### 妻妾
- 王妃楊氏，兵馬指揮楊相女，正德十三年（1518年）六月由朝廷冊封
- 夫人吳氏、王氏

### 子女
- 庶長子：富順王朱載垬
  - 嫡長子：富順長孫朱翊鏸，萬曆二年（1574年）病逝，無嗣[11]
  - 庶次子：輔國將軍→富順長孫→富順王朱翊鍉，萬曆三年（1575年）正月改封富順長孫，萬曆十六年（1588年）襲封富順王
- 庶次子：鎮國將軍朱載堘
  - 子：輔國將軍朱翊錓
    - 子：奉國將軍朱常漐，有子嗣
- 庶三子：鎮國將軍朱載埏
- 庶四子
- 長女：安德縣主
- 次女：湘潭縣主